# 格里格斯国际学院
格里格斯国际学院（英語：Griggs International Academy）是一家被基督复临安息日会认證的遠距教學学校, 提供从学前到高中的教育.

## 历史
成立于1909年，开始称为“炉边函授学校”，后来被称为“家庭学习机构”，学校开始向那些不能参加传统学校的人提供教育。课程是从华盛顿的基督复临安息日会总部提供的，在20世纪初移居到马里兰州的银泉。之后，该名称更改为“国际家庭学习”。 2011年7月，学校搬到位于密歇根州贝林斯普林斯的安德鲁斯大学校园。它改名为Griggs，分为格里格斯大学（大学课程）和格里格斯国际学院（K-12）。今天，有超过235,000人已经在格里格斯学习过。2013年，格里格斯大学（宗教，跨文化关系，人类组织与行为，个人事工和人文学科）提供的五个学士学位被并入安得烈大学远程教育学院。

## 弗雷德里克·格里格斯
格里格斯国际学院是为了纪念弗雷德里克·格里格斯（Frederick Griggs，1867-1952）的名字命名的。弗雷德里克·格里格斯参加了巴特尔克里克学院，布法罗大学和华盛顿传道学院。他获得了艺术学士学位和艺术硕士学位，并且是一个着名的复临教育家。他是从1890年到1899年的战斗溪学院预备部门的校长。从1899年到1907年，他是南兰开斯特学院校长。他是第一个培养正规教师培训部门的人之一。他从1903年到1910年，并再次从1914年到1918年，他是联盟学院的总会长。从1910年到1914年他是联盟学院校长。在1918年和1925年之间，他是密歇根州Berrien Springs（现安德鲁斯大学）Emmanuel传教学院校长。从1930年到1936年，他是远东分部的外勤秘书。从1930年到1936年，他是远东分部的总裁，从1936年到1938年的中国分部。他于1938年回到美国。他主持医学传道员学院（现为罗马琳达大学）的董事会。他还于1938年至1949年担任太平洋出版社协会主席。

## 相關
- 密西根州學院和大學列表
- 基督復臨安息日會學院與大學列表

## 資料來源
1. ↑   （页面存档备份，存于）. Griggs.edu website, Welcome page. Retrieved 2011-05-28
2. ↑   （页面存档备份，存于） Andrews University's School of Distance Education. Retrieved 2011-05-28
3. ↑   (PDF). Review and Herald (Takoma Park, Washington, D. C.: Review and Herald Publishing Association). September 25, 1952, 129 (39): 22  [June 7, 2011].[永久]